# Adolf Schwarz
Adolf Schwarz (31. října 1836, Sečovce – 25. října 1910, Vídeň) byl uherský šachista židovského původu, povoláním obchodník.

## Životopis
Záliba v šachu se u něj projevila již v mládí. Během studií v rumunském městě Arad se vypracoval na kvalitního hráče, avšak skutečným šachovým géniem se stal až v Budapešti, kam se přestěhoval v roce 1856. Poté, co se v roce 1872 odstěhoval do Vídně se stal členem vídeňské šachové společnosti.
Zaznamenal mnoho významných úspěchů v turnajích na místní i národní úrovni. Získal 10. místo na Vídeňském šachovém turnaji roku 1873. V roce 1878 skončil druhý na turnaji ve Frankfurtu nad Mohanem a v roce 1879 třetí v Lipsku.
Na mezinárodním turnaji ve Wiesbadenu (1880) sdílel první místo spolu s anglickým hráčem Josephem Henrym Blackburnem a Rakušanem Bertholdem Englischem (11,0/15). V roce 1882 obsadil třetí místo na vídeňském turnaji. Jeho poslední známé vítězství zaznamenal na turnaji Vídeňského šachového klubu v roce 1909, kdy porazil nejsilnější amatérské šachisty.

## Statistiky
| Umístění    | Rok  | Turnaj                |
| ----------- | ---- | --------------------- |
| 2. místo    | 1878 | Frankfurt nad Mohanem |
| 3.-5. místo | 1880 | Braunschweig          |
| 1.-3. místo | 1880 | Wiesbaden             |
| 3. místo    | 1882 | Vídeň                 |
| 6.-7. místo | 1896 | Vídeň                 |
| 7. místo    | 1897 | Vídeň                 |
| 11. místo   | 1899 | Vídeň                 |
| 2.-3. místo | 1900 | Vídeň                 |
| 3.-5. místo | 1901 | Vídeň                 |
| 1. místo    | 1909 | Vídeň                 |